# Lesesäcke
Lesesäcke ist das Liechtensteiner Wort des Jahres 2004.
Im Rahmen einer Leseförderinitiative des Dachverbandes der Elternvereinigungen bekam jeder Dritt- und Viertklässler des Fürstentums einen Stoffsack, ein Buch und zwei Gegenstände enthaltend, welche Bezug zu dem Buch hatten. 
Es entstand dann unter den Schülern eine regelrechte Tauschbörse dieser Lesesäcke.